# Argentyna na Zimowych Igrzyskach Paraolimpijskich 2018
Argentyna na Zimowych Igrzyskach Paraolimpijskich 2018 – występ kadry sportowców reprezentujących Argentyny na igrzyskach paraolimpijskich w Pjongczangu w 2018 roku.
W kadrze wystąpiło 2 zawodników. Najlepiej spisał się Carlos Codina, który w snowboardowym crossie odpadł w półfinale, zajmując ostatecznie 8. miejsce. Slalom ukończył na 11. pozycji. Z kolei drugi reprezentant Enrique Plantey, który był chorążym podczas ceremonii otwarcia, ukończył tylko jedne zawody w slalomie. Zajął w nich 11. miejsce. Pozostałych konkurencji, w których występował, nie ukończył, bądź został zdyskwalifikowany.

## Reprezentanci
| Zawodnik        | Dyscyplina            | Konkurencja     | Podgrupa | Czas                                          | Strata | Miejsce | Źródło            |
| --------------- | --------------------- | --------------- | -------- | --------------------------------------------- | ------ | ------- | ----------------- |
| Carlos Codina   | Snowboarding          | Cross           | LL-2     | Q: 1:02,81 Q 1/8f: O. Pick W 1/4f: K. Gabel P | +4,60  | 8.      | [ 1 ] [ 2 ] [ 3 ] |
| Carlos Codina   | Snowboarding          | Slalom          | LL-2     | 56,24                                         | +7,6   | 13.     | [ 4 ]             |
| Enrique Plantey | Narciarstwo alpejskie | Supergigant     | LW11     | DSQ                                           | DSQ    | DSQ     | [ 5 ]             |
| Enrique Plantey | Narciarstwo alpejskie | Superkombinacja | LW11     | DNF                                           | DNF    | DNF     | [ 6 ]             |
| Enrique Plantey | Narciarstwo alpejskie | Slalom gigant   | LW11     | DNF                                           | DNF    | DNF     | [ 7 ]             |
| Enrique Plantey | Narciarstwo alpejskie | Slalom          | LW11     | 1:59,11                                       | +19,29 | 11.     | [ 8 ]             |